# Vittorio Regeni
Vittorio Regeni (Udine, 18 giugno 1938) è un ex calciatore italiano, di ruolo attaccante.

## Caratteristiche tecniche
Giocava come ala destra.

## Carriera
Nella stagione 1956-1957 esordisce all'età di diciotto anni nel Torviscosa, con cui vince il campionato regionale friulano di Promozione.
Esordisce in Serie A nella stagione 1957-1958 con la maglia dell'Alessandria, con cui disputa una partita di campionato. Passa quindi allo Spezia, squadra di Serie C, per la stagione 1958-1959. Segna il suo primo gol in terza serie (oltre che in assoluto a livello professionistico) il 2 novembre 1958 in Spezia-Pro Patria (2-1), gara valevole per la settima giornata di campionato in cui al primo minuto di gioco realizza il momentaneo 1-0 per la sua squadra. Dopo una rete ad inizio girone di ritorno contro il Casale, realizza due gol nelle ultime due gare del torneo rispettivamente contro Treviso e Lucchese chiudendo la sua stagione in bianconero con un bilancio complessivo di 7 presenze e 4 reti. A fine anno fa ritorno all'Alessandria, sempre in Serie A; nella stagione 1959-1960 gioca complessivamente 3 partite ed il 14 febbraio 1960 alla seconda giornata del girone di ritorno realizza il primo gol della vittoriosa partita casalinga contro il Bari (2-0). A fine anno lascia la squadra, nel frattempo retrocessa in Serie B con un bilancio totale in carriera di 4 presenze ed un gol in Serie A. Per la stagione 1960-1961 si trasferisce al Pisa, società militante nel campionato di Serie C, con cui segna 2 gol nelle 14 partite di campionato disputate, per poi lasciare la squadra a fine anno.
Nell'estate del 1961 si accasa al Larderello: con i toscani nel corso della stagione 1961-1962 disputa 31 partite nel campionato di Serie D. Dal 1962 al 1964 gioca ancora in Serie D, con la maglia dell'Acireale: con i siciliani nell'arco del biennio gioca 60 partite nel massimo campionato dilettantistico italiano. Torna a giocare in campionati professionistici nella stagione 1964-1965, nella quale gioca 17 partite in Serie C con la maglia del Crotone.

## Palmarès

### Club

#### Competizioni regionali
- Promozione: 1

Torviscosa: 1956-1957